# Karina Smirnoff
Karina Smirnoff (ur. 2 stycznia 1978 w Charkowie) – amerykańska tancerka, mistrzyni tańca towarzyskiego pochodzenia rosyjsko-greckiego. Pięciokrotna mistrzyni USA i wicemistrzyni świata par zawodowych w turnieju Blackpool Dance Festival. Znana z występów w programie Dancing with the Stars.

## Życiorys
Jest pochodzenia rosyjsko-greckiego. Treningi tańca towarzyskiego rozpoczęła w wieku pięciu lat. W 1992 przeprowadziła się z Ukrainy do USA. Studiowała ekonomię i programowanie systemów komputerowych na Uniwersytecie Fordham.
Jesienią 2006 zadebiutowała w roli trenerki tańca w programie Dancing with the Stars. Jej partnerami tanecznymi byli: Mario Lopez (2. miejsce w 3. edycji), Billy Ray Cyrus (5. miejsce w 4. edycji), Floyd Mayweather Jr. (9. miejsce w 5. edycji), Mario (5. miejsce w 6. edycji), Rocco DiSpirito (9. miejsce w 7. edycji), Steve Wozniak (10. miejsce w 8. edycji), Aaron Carter (5. miejsce w 9. edycji), Mike „The Situation” Sorrentino (9. miejsce w 11. edycji), Ralph Macchio (4. miejsce w 12. edycji), J.R. Martinez (wygrali 13. edycję), Gavin DeGraw (9. miejsce w 14. edycji), Apolo Anton Ohno (5. miejsce w 15. edycji), Jacoby Jones (3. miejsce w 16. edycji), Corbin Bleu (2. miejsce w 17. edycji), Sean Avery (11. miejsce w 18. edycji), Randy Couture (11. miejsce w 19. edycji), Victor Espinoza (12. miejsce w 21. edycji) i Doug Flutie (9. miejsce w 22. edycji).